# Хаскиссон, Уильям
Уи́льям Ха́скиссон (англ. William Huskisson; 11 марта 1770, Бертсмортон-корт, Вустершир — 15 сентября 1830, Экклс, Солфорд) — английский политический деятель, член парламента.

## Биография

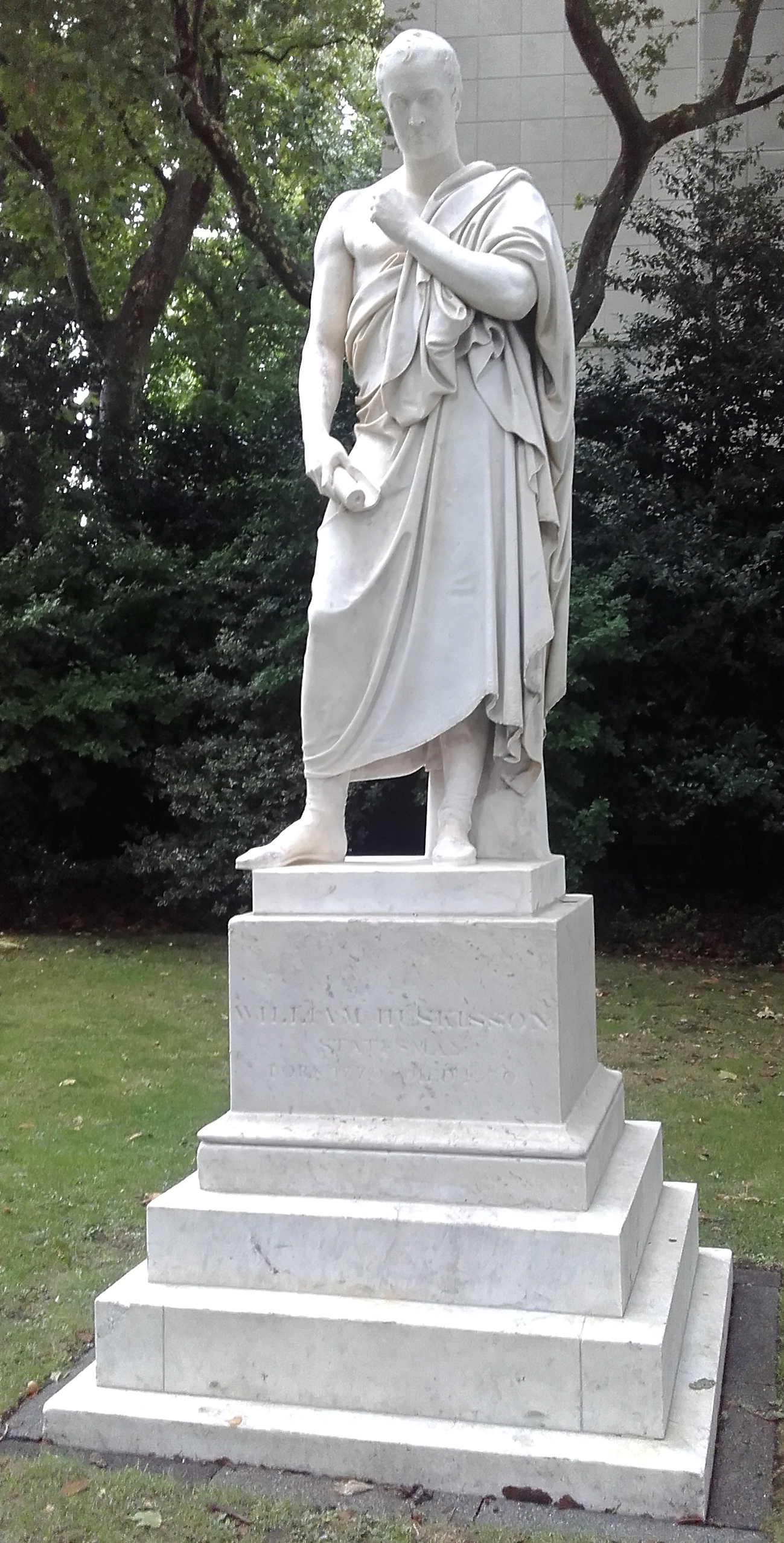
Памятник Уильяму Хаскиссону в Лондоне

Уильям Хаскиссон родился в графстве Вустершир. С 1783 по 1792 год находился в Париже, где его дядя работал врачом в посольстве Великобритании и он мог наблюдать события Французской революции.
В 1793 году он был избран в парламент от графства Нортумберленд и с тех пор постоянно и до самой смерти избирался в парламент, входил в состав ряда правительств.
В 1828 году из-за разногласий с премьер-министром лордом Веллингтоном был отправлен в отставку.
15 сентября 1830 года, при открытии железной дороги Ливерпуль — Манчестер, Уильям Хаскиссон решил поговорить с герцогом Веллингтоном, который находился по другую сторону железнодорожных путей, и стал переходить через них, не обращая внимания на приближающийся паровоз Стефенсонов «Ракета». В результате он упал под поезд и ему сильно раздробило ногу. Раненого Хаскиссона отвезли на поезде в город Экклз (поезд вел лично Джордж Стефенсон), где он скончался четыре часа спустя в больнице. Стал знаменит как первый человек, погибший под колёсами поезда.